# Renilde Hammacher-van den Brande
Renilde Hammacher-van den Brande (Edegem, 31 maart 1913 – Brussel, 10 december 2014) was een Belgisch kunsthistorica en conservator. Ze was ook de weduwe van de Nederlandse kunsthistoricus Bram Hammacher (1897-2002).
Renilde Hammacher-van den Brande was vooral bekend als hoofdconservator moderne en hedendaagse kunst van het Museum Boijmans van Beuningen, een functie die ze van 1962 tot en met 1978 vervulde. In die hoedanigheid kocht zij werken aan van gerenommeerde kunstenaars als Mark Rothko, Man Ray, Salvador Dalí en René Magritte. Ook organiseerde ze tentoonstellingen met werken van Dan Flavin, David Hockney en Joe Tilson. Ze bracht vanaf de jaren zestig het surrealisme naar Nederland.
Hammacher was onder andere coördinator van de tentoonstelling en catalogus Het symbolisme in Europa in 1975-1976.
Vanwege haar honderdste verjaardag op 31 maart 2013 organiseerde het museum twee overzichtstentoonstellingen.
Zij overleed in 2014 op 101-jarige leeftijd.
- Gemeinsame Normdatei: 174217498
- International Standard Name Identifier: 0000 0000 8400 7234
- Library of Congress Control Number: n82045524
- Nationale Bibliotheek van Letland: 000202846
- Nationale Bibliotheek van Israël: 987007433033405171
- Nederlandse Thesaurus van Auteursnamen: 068627963
- RKD-Nederlands Instituut voor Kunstgeschiedenis: 489454
- Système universitaire de documentation: 02691347X
- Virtual International Authority File: 92864965
- WorldCat: E39PBJfGYtd6MCrcjRXqQG4yVC